# Ciências jurídicas
As ciências jurídicas são as disciplinas científicas que têm como objeto o direito e, portanto, buscam explica-lo a partir de diferentes perspectivas. Enquanto objeto de estudo, o direito é um fenômeno multidimensional, e uma educação efetiva a seu respeito compreende necessariamente diferentes dimensões suas. Embora não haja consenso absoluto a respeito dessas disciplinas, elas incluem - ao menos - a dogmática jurídica (a ciência do direito propriamente dita), a história do direito, a sociologia do direito, a filosofia do direito e a teoria do direito.